# Cornoathyrium
Cornoathyrium är ett släkte av majbräkenväxter. Cornoathyrium ingår i familjen Athyriaceae.
Kladogram enligt Catalogue of Life:
| Cornoathyrium | \| \| Cornoathyrium cornopteroides \| \| \| \| \| \| Cornoathyrium glabrescens \| \| \| \| \| \| Cornoathyrium petiolulatum \| \| \| \| |
|               | \| \| Cornoathyrium cornopteroides \| \| \| \| \| \| Cornoathyrium glabrescens \| \| \| \| \| \| Cornoathyrium petiolulatum \| \| \| \| |
|               | Anisocampium |
|               | |
|               | Athyrium |
|               | |
|               | Cornopteris |
|               | |
|               | Deparia |
|               | |
|               | Diplazium |
|               | |
|               | Cornoathyrium cornopteroides |
|               | |
|               | Cornoathyrium glabrescens |
|               | |
|               | Cornoathyrium petiolulatum |
|               | |

|  | Cornoathyrium cornopteroides |
|  |                              |
|  | Cornoathyrium glabrescens    |
|  |                              |
|  | Cornoathyrium petiolulatum   |
|  |                              |